# Wayde van Niekerk
Pour les articles homonymes, voir van Niekerk.
Wayde van Niekerk est un athlète sud-africain, spécialiste des épreuves de sprint, né le 15 juillet 1992 au Cap (Afrique du Sud).
Champion du monde en 2015 à Pékin et en 2017 à Londres, il remporte le titre olympique à Rio de Janeiro en 2016 en battant le record du monde du 400 m en 43 s 03 : il améliore les 43 s 18 de l'Américain Michael Johnson réalisés en 1999.
Il détient également depuis le 28 juin 2017 le record du monde du 300 m en 30 s 81, améliorant les 30 s 85 de Michael Johnson de 2000. Avec les Américains Fred Kerley et Michael Norman, il fait partie des trois athlètes à être descendus à la fois sous les 10 secondes sur 100 mètres, sous les 20 secondes sur 200 mètres et sous les 44 secondes sur 400 mètres.
Depuis 2017, et une grave blessure au genou qui l'a tenu éloigné des pistes durant presque trois ans, sa carrière est entravée par un enchaînement de problèmes physiques.

## Biographie

### Débuts
D’origine Coloured, il se classe quatrième du 200 mètres lors des Championnats du monde juniors de 2010, à Moncton au Canada où il porte son record personnel à 21 s 02. En 2011, il remporte son premier titre national senior.
En 2013, à Ostrava, il porte son record personnel à 45 s 09 et réalise les minima A pour les Championnats du monde de Moscou.
En 2014, lors du meeting de New York, Wayde van Niekerk se classe deuxième de l'épreuve du 400 m derrière l'Américain LaShawn Merritt. Il établit à cette occasion un nouveau record d'Afrique du Sud en 44 s 38, améliorant de 21/100e de seconde l'ancien record national co-détenu par Arnaud Malherbe et Hendrick Mokganyetsi. Deuxième des Jeux du Commonwealth, derrière Kirani James, il remporte une nouvelle médaille d'argent sur 400 m lors des Championnats d'Afrique de Marrakech, devancé par le Botswanais Isaac Makwala. En fin de saison 2014, il fait partie du relais 4 x 400 m d'Afrique qui remporte le titre à la Coupe continentale.

### Champion du monde à Pékin (2015)

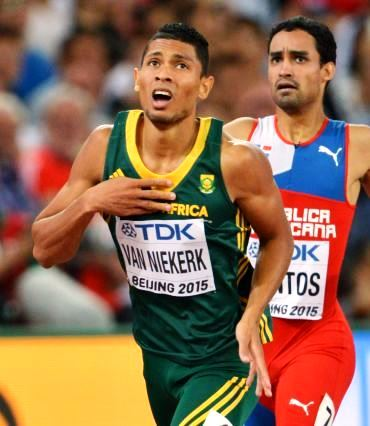
Wayde van Niekerk lors des mondiaux 2015.

Le 7 juin 2015, il s'aligne sur 300 mètres lors du Birmingham Grand Prix. En 31 s 63 il bat le record d'Afrique de la spécialité que détenait l'Ivoirien Gabriel Tiacoh depuis 1986. Le 13 juin, à New York, il bat son record sur 400 mètres en 44 s 24, deuxième meilleure performance mondiale de l'année, en remportant l'épreuve Ligue de diamant de l'Adidas Grand Prix. Le 4 juillet, il établit un nouveau record d'Afrique du 400 m en 43 s 96 en remportant le Meeting Areva de Saint-Denis, en France. Il améliore de 5/100e de seconde l'ancien record continental du Botswanais Isaac Makwala, et devient le premier athlète africain à descendre sous les 44 secondes sur 400 m,. Ce record d'Afrique est battu un jour plus tard, à La Chaux-de-Fonds par Isaac Makwala en 43 s 72.
Le 14 juillet, il ravit le record national du 200 mètres à Anaso Jobodwana en réalisant 19 s 94 à Lucerne. Il est le 4e athlète à avoir couru en moins de 20 s sur 200 m et moins de 44 s sur 400 m, après les Américains Michael Johnson et LaShawn Merritt et le Botswanais Isaac Makwala.
Il devient un des favoris pour le premier titre de champion du monde sud-africain sur 400 m qu'il obtient en battant de nouveau le record africain en 43 s 48 le 26 août 2015 à Pékin, et en devançant les précédents champions du monde LaShawn Merritt et Kirani James.

### Titre olympique et record du monde du 400 m (2016)

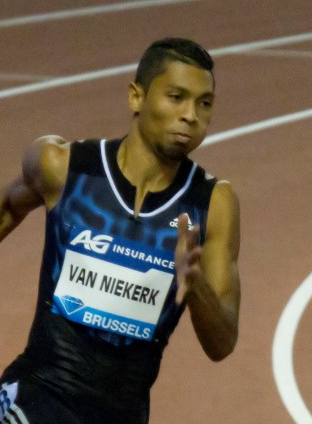
Wayde van Niekerk lors du mémorial Van Damme de Bruxelles en 2015.

Le 12 mars 2016, van Niekerk ouvre sa saison par un 100 m, son premier depuis 2011. Il réalise le temps de 9 s 98 et devient à cette occasion le premier homme à être descendu sous les 10 secondes au 100 m (avec 9 s 98), sous les 20 secondes au 200 m (avec 19 s 94) et sous les 44 secondes au 400 m (avec 43 s 48). Le 11 juin, van Niekerk bat à Kingston l'Américain LaShawn Merritt (crédité de 31 s 23) sur 300 m, en établissant un nouveau record d'Afrique en 31 s 03, améliorant son record de 2015 (31 s 63),.
Lors des championnats d'Afrique de Durban, en Afrique du Sud, il remporte la médaille d'or du 200 m en 20 s 02, et s'impose également au titre du relais 4 x 100 m en 38 s 84, en compagnie de Emile Erasmus, Tlotliso Leotlela et Akani Simbine.
Désigné porte-drapeau sud-africain lors de la cérémonie d'ouverture des Jeux olympiques de 2016 à Rio, Wayde van Niekerk participe à la finale olympique, le 14 août 2016, en partant, à l’aveugle, au couloir 8. En tête de la course après le dernier virage, il s'impose dans le temps de 43 s 03 et améliore de 15/100e de seconde le record du monde de l'Américain Michael Johnson établi en 1999. Il devance sur le podium le Grenadin Kirani James (43 s 76) et l'Américain LaShawn Merritt (43 s 85). Il est le premier athlète depuis Lee Evans en 1968 à Mexico à battre le record du monde du 400 m en finale des Jeux olympiques.

### Intouchable Wayde van Niekerk puis blessure (2017)
Le 20 avril, Van Niekerk participe au 100 m des championnats nationaux. Il décroche l'argent en 10 s 04, battu par Akani Simbine (9 s 95). Le lendemain, il remporte le 200 m en 19 s 90 (record personnel) en ralentissant sur la fin, ce qui le fait échouer de peu au record national d'Anaso Jobodwana (19 s 87).
Il bat ce record le 10 juin à Kingston, lors du meeting jubilé d'Usain Bolt, en parcourant la distance en 19 s 84 (+ 1,2 m/s) et établit à cette même occasion la meilleure performance mondiale de l'année. Dix jours plus tard, à Velenje (Slovénie), il porte son record du 100 m à 9 s 94.
Le 28 juin, lors du Golden Spike d'Ostrava, van Niekerk s'aligne sur la distance de 300 m, où il possède un record à 31 s 03. Il bat dans cette course le record du monde (meilleure performance mondiale) de Michael Johnson (30 s 85 en 2000) en réalisant 30 s 81, confirmant aujourd'hui son statut de roi du sprint long et la crédibilité d'un doublé 200 / 400 aux mondiaux de Londres.
Le 6 juillet, il ouvre sa saison sur 400 m à l'occasion de l'Athletissima de Lausanne : sur cette course, le sud-africain montre qu'il est le nouveau roi de la discipline en courant en 43 s 62, meilleure performance mondiale de l'année, record de la ligue de diamant et record du meeting. Le 21, il s'impose au Meeting Herculis de Monaco en 43 s 73 (record du meeting), devant le Botswanais Isaac Makwala (43 s 84), qui s'affiche depuis peu comme son grand rival sur les deux distances aux mondiaux.

#### Mondiaux de Londres

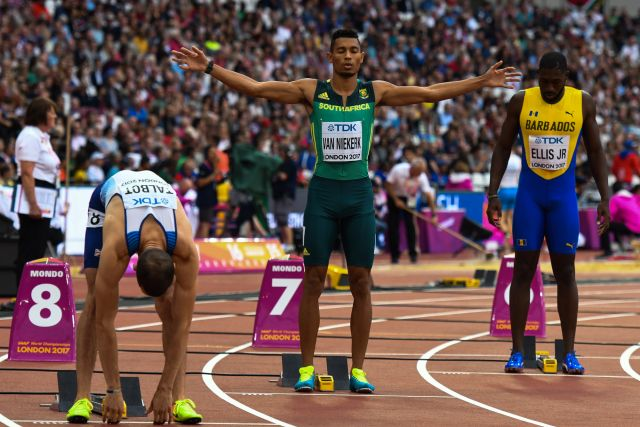
Wayde van Niekerk aux championnats du monde de Londres, en 2017.

Lors des Championnats du monde de Londres, Wayde van Niekerk débute par les séries du 400 m qu'il remporte aisément en 45 s 27. Il donne le ton en remportant également sa demi-finale en 44 s 22, tandis qu'Isaac Makwala s'impose dans le sienne en 44 s 30. Le lendemain, sa compétition sur 200 m commence et dans un relâchement complet, comme lors de ses précédentes courses, il gagne sa série en 20 s 16 alors que son rival Makwala ne prend soudainement pas part à la sienne, pour des raisons encore inconnues à cette période, qui se révélera être à cause d'une intoxication alimentaire généralisée dans un hôtel où logent les athlètes, dont Makwala. Ce dernier ne prend pas part non plus à la finale du 400 m (voir rubrique « Cas de contamination et controverse Isaac Makwala » ici), que van Niekerk remporte sans forcer en stoppant son effort à la ligne d'arrivée, en 43 s 98. Il devance le Bahaméen Steven Gardiner (44 s 41) et le Qatari Abdalelah Haroun (44 s 48).
En demi-finale du 200 mètres, Wayde van Niekerk se classe 3e de la course et se qualifie de justesse pour 2 centièmes en finale, prenant la 2e place des repêchages. Isaac Makwala sera par ailleurs présent en finale. En finale, Wayde van Niekerk échoue de peu à réaliser le doublé 200 m / 400 m tant espéré : il décroche la médaille d'argent en 20 s 11, battu de deux centièmes par le Turc Ramil Guliyev, nouveau successeur de Usain Bolt sur le palmarès de la discipline. Van Niekerk devance pour le bronze le Trinidadien Jereem Richards d'un millième.

#### Blessure au genou
Le 7 octobre 2017, Wayde van Niekerk se blesse au genou lors d'un match de gala de touch rugby. Victime de déchirures médiales et latérales du ménisque et d'une autre au ligament croisé antérieur, il part aux États-Unis se faire opérer et être rééduqué. En conséquence, il manque les Jeux du Commonwealth de Gold Coast en avril 2018, où le champion olympique et du monde devait s'aligner sur 100 et 200 m. Van Niekerk émettra beaucoup de regrets quant à sa participation à ce match de gala, admettant que c'était sa « pire décision », alors qu'il avait passé « huit ans sans toucher un ballon ».

### Retour à la compétition (2020)
Après avoir dû repousser à de nombreuses reprises son retour sur piste à la suite de sa grave blessure au genou subie en 2017, l'athlète sud-africain annonce son retour à la compétition sur son compte Twitter le 16 février 2020. Le lendemain, il court un 100 m (sur herbe) à l'occasion d'une compétition non-officielle à Bloemfontein en Afrique du Sud, et s'impose en 10 s 20. Toujours à Bloemfontein le 22 février, il remporte deux courses sur 100 m et 200 m lors de la même journée, respectivement en 10 s 10 et 20 s 31.
En raison de la pandémie de Covid-19, le Sud-Africain devait réaliser sa première compétition hors du territoire national le 1er août à Trieste en Italie, mais la veille de la compétition, son forfait est annoncé à la suite d'un test positif au Covid-19. Sa première course sur 400 m depuis sa blessure en 2017 a lieu finalement le 15 septembre à Bellinzone en Suisse, et se conclut par une victoire en 45 s 58.

### Qualification pour les Jeux olympiques de Tokyo (2021)
En février, il annonce qu'il change d'entraîneur pour Lance Brauman. Il retrouve notamment comme partenaire d'entraînement Noah Lyles, champion du monde du 200 m en 2019 et troisième meilleur performeur de tous les temps sur cette distance (19 s 31). Le 19 juin, Van Niekerk participe à Madrid à son premier 400 m de très haut niveau depuis son titre mondial en 2017. Bien que battu par le Colombien Anthony Zambrano, vice-champion du monde à Doha en 2019, il se classe deuxième en 44 s 56 et valide son ticket pour les Jeux Olympiques de Tokyo pour y défendre son titre. Il est cependant éliminé lors des demi-finales de l'épreuve olympique avec un temps de 45 s 14 qui ne suffit pas pour accéder à la finale.

### Vie privée
Le 29 décembre 2016, Wayde van Niekerk annonce qu'il va se marier avec son amie Chesney Campbell. Le couple se marie dix mois plus tard, le 29 octobre 2017.
Wayde van Niekerk est le cousin de Cheslin Kolbe, champion du monde de rugby en 2019 et 2023 avec l’équipe sud-africaine.

## Palmarès
| Date | Compétition                   | Lieu           | Résultat | Épreuve   | Temps                    |
| ---- | ----------------------------- | -------------- | -------- | --------- | ------------------------ |
| 2010 | Championnats du monde juniors | Moncton        | 4e       | 200 m     | 21 s 02                  |
| 2013 | Universiade                   | Kazan          | 2e       | 4 × 400 m | 3 min 06 s 19            |
| 2014 | Jeux du Commonwealth          | Glasgow        | 2e       | 400 m     | 44 s 68                  |
| 2014 | Championnats d'Afrique        | Marrakech      | 2e       | 400 m     | 45 s 00                  |
| 2014 | Coupe continentale            | Marrakech      | 4e       | 400 m     | 45 s 27                  |
| 2014 | Coupe continentale            | Marrakech      | 1er      | 4 × 400 m | 3 min 00 s 02            |
| 2015 | Championnats du monde         | Pékin          | 1er      | 400 m     | 43 s 48                  |
| 2016 | Championnats d'Afrique        | Durban         | 1er      | 200 m     | 20 s 02                  |
| 2016 | Championnats d'Afrique        | Durban         | 1er      | 4 x 100 m | 38 s 84                  |
| 2016 | Jeux olympiques               | Rio de Janeiro | 1er      | 400 m     | 43 s 03 RM               |
| 2017 | Championnats du monde         | Londres        | 2e       | 200 m     | 20 s 11                  |
| 2017 | Championnats du monde         | Londres        | 1er      | 400 m     | 43 s 98                  |
| 2022 | Championnats du monde         | Eugene         | 5e       | 400 m     | 44 s 97                  |
| 2023 | Championnats du monde         | Budapest       | 7e       | 400 m     | 45 s 11                  |
| 2024 | Relais mondiaux               | Nassau         | 2e       | 4 × 400 m | Participation aux séries |

## Records

### Records personnels
| Épreuve | Performance  | Lieu           | Date             |
| ------- | ------------ | -------------- | ---------------- |
| 060 m   | 06 s 62      | Potchefstroom  | 10 novembre 2020 |
| 100 m   | 09 s 94      | Velenje        | 20 juin 2017     |
| 200 m   | 19 s 84      | Kingston       | 10 juin 2017     |
| 300 m   | 30 s 81 (WR) | Ostrava        | 28 juin 2017     |
| 400 m   | 43 s 03 (WR) | Rio de Janeiro | 14 août 2016     |

### Meilleures performances par année
| Année | Temps   | Date             | Lieu         | Rang |
| ----- | ------- | ---------------- | ------------ | ---- |
| 2010  | 10 s 51 | 14 décembre 2010 | Manzini      | —    |
| 2011  | 10 s 48 | 4 avril 2011     | Germiston    | —    |
| 2012  | N/A     | N/A              | N/A          | N/A  |
| 2013  | N/A     | N/A              | N/A          | N/A  |
| 2014  | N/A     | N/A              | N/A          | N/A  |
| 2015  | N/A     | N/A              | N/A          | N/A  |
| 2016  | 9 s 98  | 12 mars 2016     | Bloemfontein | 23   |
| 2017  | 9 s 94  | 20 juin 2017     | Velenje      | 6    |
| 2018  | N/A     | N/A              | N/A          | N/A  |
| 2019  | N/A     | N/A              | N/A          | N/A  |
| 2020  | 10 s 10 | 22 février 2020  | Bloemfontein | 6    |
| 2021  | N/A     | N/A              | N/A          | N/A  |
| 2022  | N/A     | N/A              | N/A          | N/A  |

| Année | Temps   | Date                        | Lieu         | Rang |
| ----- | ------- | --------------------------- | ------------ | ---- |
| 2010  | 21 s 02 | 23 juillet 2010             | Moncton      | —    |
| 2011  | 20 s 57 | 10 avril 2011               | Durban       | 79   |
| 2012  | 20 s 91 | 14 juin 2012                | Velenje      | —    |
| 2013  | 20 s 84 | 29 avril 2013               | Pretoria     | 235  |
| 2014  | 20 s 19 | 3 juillet 2014              | Lausanne     | 18   |
| 2015  | 19 s 94 | 14 juillet 2015             | Lucerne      | 9    |
| 2016  | 20 s 02 | 26 juin 2016                | Durban       | 15   |
| 2017  | 19 s 84 | 10 juin 2017                | Kingston     | 2    |
| 2018  | N/A     | N/A                         | N/A          | N/A  |
| 2019  | N/A     | N/A                         | N/A          | N/A  |
| 2020  | 20 s 31 | 22 février 2020             | Bloemfontein |      |
| 2021  | 20 s 38 | 16 avril 2021 17 avril 2021 | Bloemfontein |      |
| 2022  | N/A     | N/A                         | N/A          | N/A  |

| Année | Temps   | Date              | Lieu           | Rang |
| ----- | ------- | ----------------- | -------------- | ---- |
| 2010  | N/A     | N/A               | N/A            | N/A  |
| 2011  | N/A     | N/A               | N/A            | N/A  |
| 2012  | 46 s 43 | 8 juin 2012       | Turin          | —    |
| 2013  | 45 s 09 | 27 juin 2013      | Ostrava        | 18   |
| 2014  | 44 s 38 | 14 juin 2014      | New York       | 5    |
| 2015  | 43 s 48 | 26 août 2015      | Pékin          | 1    |
| 2016  | 43 s 03 | 14 août 2016      | Rio de Janeiro | 1    |
| 2017  | 43 s 62 | 6 juillet 2017    | Lausanne       | 1    |
| 2018  | N/A     | N/A               | N/A            | N/A  |
| 2019  | N/A     | N/A               | N/A            | N/A  |
| 2020  | 45 s 58 | 15 septembre 2020 | Lucerne        |      |
| 2021  | 44 s 56 | 19 juin 2021      | Madrid         |      |
| 2022  | 44 s 33 | 12 septembre 2022 | Bellinzone     |      |
| 2023  | 44 s 08 | 16 juillet 2023   | Chorzów        |      |